# Епигенетика
Епигенетиката е научна област, част от генетиката която изучава промените в генната експресия, които не са свързани с промяна на ДНК секвенцията. Те могат да са свързани с влиянието на околната среда върху гените или с хода на нормалното развитие. Гръцката представка „ἐπι“ („епи-“ „над“, „върху“) означава включването на особености в добавка към унаследеното.

## Описание
Почти всяка клетка в човешкия организъм съдържа една и съща ДНК последователност, но не всички гени са активни. Епигенетиката изучава кои обстоятелства водят до това определени гени да се включват или изключват, процес, известен като генна регулация, който се осъществява без промяна в нуклеотидната последователност.
Генната последователност е отговорна за това какви характеристики ще прояви даден организъм. Пример затова са еднояйчните близнаци, на външен вид почти неразличими, но епигенетичните промени обуславят някои разлики между тях. Единият близнак би могъл да бъде по-податлив на диабет и други заболявания. Проучване на испански учени с генетично идентични двойки близнаци на възраст между 3 и 74 години показва, че най-младите имат почти еднакъв епигенетичен код, докато най-възрастните се различават изключително много по този признак. Причината е, че през живота им околната среда е оказала различно въздействие върху тях.
Епигенетиката предлага нов подход към изследването на това защо например при двама души с един и същ раков ген само единият се разболява.

## Механизъм
Един от механизмите е т.нар. метилиране на ДНК – прибавяне на метилови групи (CH3) към две от четирите нуклеотидни бази. Тази химична реакция е отговорна за включването и изключването на гените.
Изследване върху хора, родени в Нидерландия през 1944 – 1945 г., когато има масов глад заради забрана от Германия за внос на храна, показва, че недохранването е допринесло за повишен риск от развиване на синдрома на Бекуит – Видеман.
Друг пример е, че когато майката пуши по време на бременността, теглото на бебето е по-ниско от нормалното.

## Етимология
Думата епигенетика произлиза от епигенеза и генетика.